# Anomala hoplites
Anomala hoplites är en skalbaggsart som beskrevs av Ohaus 1938. Anomala hoplites ingår i släktet Anomala och familjen Rutelidae. Inga underarter finns listade i Catalogue of Life.